# Daniel Jackson
Daniel Jackson je izmišljen lik iz ameriške znanstvenofantastične franšize Zvezdna vrata.
Dr. Jackson se je ekipi SG-1 pridružil prostovoljno, da bi študiral kulture drugih planetov. Ima doktorat iz antropologije ter iz jezikoslovja. Poleg tega ima dr. Jackson tudi izkušnje s kulturo na planetu Abydos. Je strokovnjak s področja starodavnih kultur in jezikov. Govori več kot 20 jezikov. 
Ker je trdil, da piramid in Sfinge v Egiptu niso zgradili Egipčani, temveč nekdo drug, je bil tarča posmeha in je v znanstvenih krogih izgubil ugled. Takoj zatem se je vključil v projekt Zvezdna vrata, ki ga je vodilo Vojno letalstvo ZDA.
V vojsko se je priključil, da bi dešifriral skrivno hieroglifsko kartušo in razvozlal namen zvezdnih vrat. Njegov poznejši prevod kartuše je omogočil, da so se zvezdna vrata prvič odprla. Ko se je po prvi misiji odločil, da bo na Abydosu ostal, je postal za prebivalce tega planeta nekaj božanskega. Tam se je tudi poročil s poglavarjevo hčerjo Sha're. Njegov človekoljuben, liberalen pristop je pogosto v nasprotju z O'Neillovim vojaškim pristopom. 
Na začetku serije Zvezdna vrata SG-1 se je po ugrabitvi žene vrnil na Zemljo in postal del ekipe SG-1. Ves čas od takrat je upal, da jo bo nekoč nekje srečal in jo na nek način rešil goa'uldskega parazita, vendar je to upanje ugasnilo po njeni smrti. Kljub začasni krizi je ostal del ekipe SG-1.